# Macromitrium parvifolium
Macromitrium parvifolium är en bladmossart som beskrevs av Hugh Neville Dixon 1942. Macromitrium parvifolium ingår i släktet Macromitrium och familjen Orthotrichaceae. Inga underarter finns listade i Catalogue of Life.